# La Côte sauvage (série télévisée)
Pour les articles homonymes, voir La Côte sauvage.
La Côte sauvage (Barbary Coast) est une série télévisée américaine créée par Douglas Heyes en un épisode de 100 minutes diffusée le 4 mai 1975 et treize épisodes de 50 minutes diffusée entre le 8 septembre 1975 et le 9 janvier 1976 sur le réseau ABC.
En France, la série a été diffusée à partir du 23 mai 1976 sur Antenne 2.

## Distribution
- William Shatner : Jeff Cable
- Dennis Cole (en) : Cash Conover (dans le 1er épisode)
- Doug McClure : Cash Conover (dans les autres épisodes)
- Richard Kiel : Moose Moran
- Dave Turner : Thumbs

## Épisodes
1. titre français inconnu (The Barbary Coast) (téléfilm pilote)
2. titre français inconnu (Funny Money)
3. titre français inconnu (Crazy Cats)
4. titre français inconnu (Jesse Who?)
5. titre français inconnu (The Ballad of Redwing Jail)
6. titre français inconnu (Guns for a Queen)
7. titre français inconnu (Irish Luck)
8. titre français inconnu (Sauce for the Goose)
9. titre français inconnu (An Iron-Clad Plan)
10. titre français inconnu (Arson and Old Lace)
11. titre français inconnu (Sharks Eat Sharks)
12. titre français inconnu (The Day Cable was Hanged)
13. titre français inconnu (Mary Had More Than a Little)
14. titre français inconnu (The Dawson Marker)